# ザ・ヘブンリー・サンデー・ソーシャル
ザ・ヘブンリー・サンデー・ソーシャル（The Heavenly Sunday Social）は、1990年代にイギリスのロンドンを拠点とするレコード・レーベル、ヘブンリー・レコーズによって日曜日に開催されていた伝説的なクラブ・イベント。第一回目は、1994年8月6日、ロンドンのグレイト・ポートランド駅近くのパブ、ジ・アルバニーの地下スペース。
レジデントDJはダスト・ブラザーズ（現ケミカル・ブラザーズ）で、来場者の多くは当時イギリスの音楽シーンを盛り上げていたアーティスト達（シャーラタンズ、ライド、プライマル・スクリーム、オアシス、マニック・ストリート・プリーチャーズ、セイント・エティエンヌなど）だった。パンク、ノーザン・ソウル、ポップスなどジャンルを超えたダスト・ブラザーズの選曲は瞬く間に音楽業界関係者やクラブ・キッズの間で話題となり、その結果、詰めかけた来場者達が会場に入り切れず、収容人数の少ないジ・アルバニーからイベントをターンミルズ、スミスフィールドといった大きな会場へと移動せざるを得ないほどの状況となった。また、DJを務めていたダスト・ブラザーズもケミカル・ブラザーズに名前を変え、アンダーグラウンドのクラブ・シーンから一気にスターダムへと上りつめた。
その後、ケミカル・ブラザーズも欠席することが多くなったこのイベントは、モンキー・マフィア名義でも活動していたDJのジョン・カーター、プライマル・スクリームのアルバム『スクリーマデリカ』のプロデューサーだったアンドリュー・ウェザオール、デス・イン・ヴェガスのリチャード・フィアレスなどをレジデントに迎え、現在のイースト・ロンドン人気のきっかけともなったホクストン地区のクラブ『ブルーノート』（ジャズのブルーノートとは関係ない）で開催されていた幾つかのイベントと共に、ロンドンのビッグ・ビート・シーンにおいて欠かせない存在となった。